# Polynema ciliatum
Polynema ciliatum is een vliesvleugelig insect uit de familie Mymaridae. De wetenschappelijke naam is voor het eerst geldig gepubliceerd in 1829 door Say.